# Suani Ben Adem
 (août 2021).
Suani Ben Adem est une commune en Libye,.